# محوطه روح‌آباد
محوطه باستانی روح آباد مربوط به دوره سلجوقیان - دوره تیموریان است و در شهرستان نیشابور، بخش مرکزی، دهستان دربقاضی، روستای روح آباد واقع شده و این اثر در تاریخ ۶ اسفند ۱۳۸۵ با شمارهٔ ثبت ۱۷۴۱۷ به‌عنوان یکی از آثار ملی ایران به ثبت رسیده است.